# 하늘정원길
하늘정원길(Plum Blossom Trail)은 대한민국 경기도 용인시 처인구 포곡읍 전대리 199에 위치한 에버랜드의 아메리칸 어드벤처에 위치해 있는 정원이다. 대략 9시 30분~22시 5분까지 운영한다.

## 동선
솔나무, 벚꽃, 장미꽃, 민들레, 개나리, 철쭉, 코스모스, 들국화, 나팔꽃, 무궁화, 대나무숲길, 소나무, 벚나무, 산수유, 꽃가루, 나무, 튤립, 방울꽃, 식물, 매화, 꽃잔디, 탐매길, 마중뜰, 해마루와 달마당, 꽃잔디 언덕, 향설대, 하늘길, 돌, 의자가 있다.